# Siparunaceae
Siparunaceae су фамилија скривеносеменица из реда Laurales. Статус фамилије постоји само у неколико класификационих схема (нпр. у APG II), већином се сматра делом фамилије Monimiaceae.
Фамилија се састоји од два рода дрвенастих биљака. Род Siparuna садржи десетак врста распрострањених у биогеографском царству Neotropis, док је род Glossocalyx монотипски (садржи само једну врсту — Glossocalyx longicuspis) и распрострањен само у западној Африци.